# El discurso del rabino

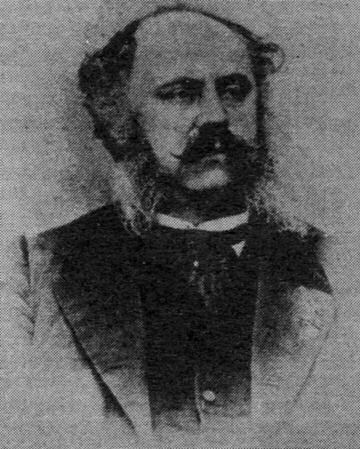
Hermann Goedsche.

El discurso del rabino es el título de un panfleto antisemita que recoge el discurso de un rabino del capítulo "En el cementerio de Praga" de la novela Biarritz (1868) escrita por Sir John Retcliffe, seudónimo del escritor antisemita alemán Hermann Goedsche, y que se publicó de forma independiente a partir de 1876 como folleto, presentándolo como un hecho cierto y no como una ficción novelesca. Se convirtió así en una de las obras antisemitas más difundidas, y fue el precedente del libelo antisemita más famoso de la historia: Los protocolos de los sabios de Sion, publicado por primera vez en 1905 en la capital de Rusia, San Petersburgo.

## Historia
En el capítulo "En el cementerio de Praga" de la novela Biarritz se narraba la reunión secreta mantenida por los trece jefes de las tribus de Israel para concretar su plan de destrucción del mundo cristiano. En 1876 apareció el folleto El discurso del rabino que recogía los discursos allí pronunciados puestos en boca de un único rabino que presidía la reunión y, lo que es más importante, presentándolo como un hecho que había sucedido realmente y no como una ficción. Esta idea serviría de base para la elaboración veinticinco años más tarde de la mayor falsificación y la obra de mayor éxito de toda la literatura antisemita: "Los Protocolos de los Sabios de Sión".
De hecho el agente de la policía rusa que redactó los Protocolos en París, "a finales del siglo XIX, en el ambiente antijudío que se desató con motivo del caso Dreyfus" copió el capítulo "En el cementerio de Praga" de la novela Biarritz. En 1949 el hispanista holandés Van Praag llegó a la conclusión de que Hermann Goedsche, debía conocer la obra del escritor español del Siglo de Oro Francisco de Quevedo titulada La Isla de los Monopantos, un relato de ficción satírica dirigido contra el Conde-Duque de Olivares, valido del rey Felipe IV, en el que se cuenta la historia de la reunión secreta de los rabinos de Europa con los cristianos que están dispuestos a colaborar con ellos -los "monopantos"- para apoderarse del mundo. Esta relación es considerada probable por el hispanista francés Joseph Pérez. Gonzalo Álvarez Chillida, historiador español, también cree probable la hipótesis de Van Praag, ya que Goedsche "era un hombre interesado por los temas hispanos, como lo demostró en dos de sus novelas, tituladas Villafranca y Puebla". Así, lo que Quevedo concibió como una fantasía satírica, "inspirándose sin duda en el supuesto complot de los conversos, revelado por la Carta de los judíos de Constantinopla" de Juan Martínez Silíceo... en el siglo XIX algunos antisemitas, siguiendo la estructura y contenido de los Monopantos, lo convirtieron en auténticas reuniones judías secretas.
El panfleto se menciona en El cementerio de Praga, la novela de Umberto Eco.